# Referéndum constitucional de Serbia de 2022
Se realizó un referéndum constitucional en Serbia el 16 de enero de 2022 en el que los votantes decidieron sobre la modificación de la Constitución en la parte relacionada con el poder judicial.
Para armonizar el poder judicial con la legislación de la Unión Europea, el gobierno propuso anteriormente cambiar la forma en que se eligen jueces y fiscales, y la Asamblea Nacional lo adoptó por mayoría de dos tercios el 7 de junio de 2021.
La proclamación del referéndum fue precedida por cambios en la Ley de Referéndum el 25 de noviembre de 2021, cuando se abolió el censo, es decir, la norma de que es necesario que el 50% de participación para que el referéndum sea válido.

## Antecedentes y cronología
En enero de 2020, surgieron especulaciones sobre el cambio del sistema judicial, cuando el secretario de estado Radomir Ilić pidió el cambio de la constitución para adoptar un "control externo" que otorgaría poderes al presidente de Serbia para nombrar y remover jueces. Esta declaración se encontró con la oposición de varios exjueces, que afirmaron que reduciría la independencia del poder judicial. El Ministerio de Justicia afirmó que "el control externo sería controlado por los ciudadanos mediante la elección de los miembros del Consejo Superior de la Judicatura".
Después de las elecciones parlamentarias de 2020, el Partido Progresista de Serbia ganó la supermayoría de escaños en la Asamblea Nacional. Poco después, el Gobierno de Serbia presentó una propuesta para el cambio de la constitución a la Asamblea Nacional. Inicialmente, la finalización de la reforma constitucional, que aseguraría la independencia del poder judicial, estaba prevista para 2017. Esto fue previsto luego de que la Asamblea Nacional adoptara la Estrategia Nacional de Reforma Judicial en 2013, que fue adoptado por el gobierno en 2015. Según ese documento, se suponía que Serbia terminaría de redactar las enmiendas al texto de la Constitución a finales de 2016. El 3 de diciembre de 2020, la Asamblea Nacional adoptó la propuesta de cambio de la constitución. El presidente de la Asamblea Nacional, Ivica Dačić, declaró que en caso de elecciones anticipadas, el referéndum debería celebrarse antes de las elecciones. Otra propuesta de enmienda de la constitución fue enviada al parlamento a fines de abril de 2021, y fue aceptada el 7 de junio de 2021.

## Ley de referéndum
Inicialmente, se suponía que el referéndum se celebraría a finales de 2021, aunque el 30 de noviembre de 2021, Dačić convocó el referéndum que se celebraría el 16 de enero.
Para que se implementen los cambios propuestos, deberá realizarse un referéndum. La ley sobre referéndum e iniciativa popular, que se encuentra en lista de espera desde la implementación de la Constitución de 2006, fue aprobada por la Asamblea Nacional el 11 de noviembre de 2021. Fue principalmente criticada por organizaciones no gubernamentales y políticos por la abolición del umbral de participación del 50% y la posibilidad de abusar de la ley en casos como el de Rio Tinto. La ley fue aprobada por la Asamblea Nacional el 25 de noviembre de 2021, y fue firmado por Vučić el mismo día. Tras la escalada de las protestas ambientales, los manifestantes exigieron la derogación de la ley de referéndum. Vučić anunció el 8 de diciembre que enmendaría la ley, y el 10 de diciembre, la Asamblea Nacional aprobó las enmiendas.

## Cambios propuestos
El gobierno de Serbia se ha comprometido con estos cambios constitucionales en el proceso de adhesión a la Unión Europea. Después de varios retrasos, los cambios se presentaron por primera vez en un documento en diciembre de 2020.
De adoptarse los cambios, el Ministerio Público se convertiría en un órgano colectivo del que formarán parte todos los fiscales y no solo los fiscales adjuntos, despacho que quedará abolido con estos cambios. El titular de la fiscalía tendrá la posibilidad de dictar órdenes a los fiscales restantes, pero también habrá recursos legales contra la autoridad que posea, lo que excluirá la posibilidad de abuso. Los jueces serán elegidos por el Consejo Superior de la Judicatura, un consejo independiente que ya existe, y los fiscales por el Consejo Superior de Fiscales. Cinco miembros del Consejo Superior de Fiscales serían elegidos por los fiscales, cuatro por la Asamblea Nacional a propuesta de la comisión competente por mayoría de dos tercios, mientras que el Fiscal Supremo y el ministro de Justicia serán miembros ex officio. El nombre de la Tribunal Supremo de Casación también se cambiaría a Corte Suprema.

## Recepción
Los analistas concluyeron que la participación y el éxito del referéndum son igualmente importantes para el gobierno, pero que debido a las elecciones generales de abril, la campaña por los cambios constitucionales se verá restringida.

### Campaña "Sí"
La actual ministra de Justicia, Maja Popović, que participó en las conversaciones y en la elaboración del documento final, apoya estos cambios. La Comisión de Venecia también manifestó su apoyo, y que los cambios cumplen con la mayoría de sus recomendaciones. Partidos europeistas como el Partido Progresista Serbio también lo apoyan.

### Campaña "No"
Algunos miembros de la Asamblea Nacional que forman parte de los partidos gobernantes expresaron su oposición a los cambios constitucionales, incluidos los diputados opositores Shaip Kamberi, Vladan Glišić y el Partido de Acción Democrática de Sandžak. Los partidos no parlamentarios también manifestaron su descontento. Miroslav Parović, líder del Movimiento de Liberación Popular, pidió que se pospusiera el referéndum. El Partido Democrático de Serbia y POKS también expresaron su oposición a tales cambios, y pidieron a los ciudadanos que votaran "no" en el referéndum.
Ya fue suficiente y saludable Serbia manifestó su oposición al referéndum, y el 30 de noviembre formaron el "bloque souverainista", y poco después comenzaron su campaña. Dveri y los funcionarios del Partido Radical Serbio también declararon que los ciudadanos deberían votar "no".

## Resultados
|  | 60.24 % |

|  | 39.76 % |

|  | 98.97 % |

|  | 1.03 % |

|  | 100 % |

|  | 30.65 % |